# Чилтон, Нола
Нола Чилтон (англ. Nola Chilton, имя при рождении Силия Тругер, англ. Celia Truger; 1922, Бруклин, Нью-Йорк, США — 8 октября 2021, Сдот-Ям, Израиль) — американская и израильская театральная актриса, режиссёр и театральный педагог, пионер экспериментального и документального театра в Израиле. Лауреат национальных премий, в том числе Премии Израиля (2013).

## Биография
Силия Тругер родилась в 1922 году в Бруклине в бедной семье иммигрантов из Одессы. В ряде источников сообщается, что её мать умерла от туберкулёза, когда девочке было 12 лет, и Силию растил отец, занимавшийся гравировкой ювелирных изделий и торговавший едой на улице; на сайте Премии Израиля, напротив, указано, что именно отца она потеряла первым, в возрасте 5 лет.
Силия с детства любила читать, а поучаствовав в школьной театральной постановке, решила стать актрисой. Вышла замуж в 17 лет. Училась драматическому искусству у режиссёра Ли Страсберга. Играла многочисленные роли в театре и кино, работала также моделью, но в определённый момент пришла к выводу, что хочет быть не актрисой — «рабыней» и «игрушкой» в чужих руках, — а режиссёром, принимающим самостоятельные решения. Тругер начала работу в Актёрской студии Страсберга, где занималась постановкой спектаклей и наставнической работой с молодыми актёрами. В это время она взяла себе сценический псевдоним Нола Чилтон, впоследствии превратившийся в повседневное имя. В 1953 году основала с режиссёром Ли Немецем школу сценического искусства. Среди начинающих актёров, с которыми работала Чилтон, были Майкл Кейн и Дастин Хоффман, сыгравший в её офф-офф-бродвейской постановке «Тупик» в 1960 году. Первый театр, в котором готовилась постановка этой пьесы о страдающих от нищеты молодых людях, счёл её слишком радикальной, и с помощью автора пьесы, драматурга Сидни Кингсли, её удалось перенести на другую сцену.
Постабсурдистскую театральную постановочную технику Чилтон позже, в 1963—1973 годах, её ученики воплотили в виде Открытого театра — экспериментальной театральной студии, в спектаклях которой затрагивались проблемы искусства, общества и политики. В начале 1960 годов она также впервые обратилась к идее документального театра, однако воплотить её смогла лишь позднее. Посетив в 1961 году с туристическим визитом Израиль, Чилтон в 1963 году переехала в эту страну на постоянное место жительства, поселившись в Кирьят-Гате. Некоторое время она сотрудничала с тель-авивским театром «Камери» (уже в 1963 году поставив там «Лето семнадцатой куклы» Рэя Лоулера), но вскоре разочаровалась в тель-авивских театральных кругах, в дальнейшем предпочитая работать в стороне от сценического мейнстрима, в маленьких городах и посёлках. В Израиле Чилтон вторично вышла замуж за писателя Джона Ауэрбаха, удочерила двухлетнюю девочку, а затем переехала на север страны — вначале в кибуц Ясур, затем в Мааган-Михаэль и наконец в Сдот-Ям.
С первых лет в Израиле активно занималась преподаванием сценического искусства, в 1965 году основала студию актёрского мастерства при театре «Цавта», вела занятия в театре «Камери», Кибуцном педагогическом колледже, театральной школе «Бейт-Цви», создавала региональные группы в кибуцах и мошавах. В 1970-е годы участвовала в создании отделения сценического искусства в Тель-Авивском университете (с 1988 года профессор). Среди учеников Чилтон — Мони Мошонов, Лиора Ривлин, режиссёры Ицик Вайнгартен и Даниэла Михаэли и другие.
Одновременно с преподавательской деятельностью работала над давно задуманным масштабным проектом документального театра, с конца 1960-х годов сотрудничая с молодыми драматургами Иехошуа Соболем, Одедом Котлером, Ициком Вайнгартеном. В 1970 году Котлер, перебравшийся из Тель-Авива в Хайфу со своей студией «Актёрская сцена», организовал постоянное сотрудничество между этой студией, театром Хайфы и Чилтон. В спектаклях Чилтон, поставленных в этот период, поднимались проблемы положения израильских арабов («Сосуществование», 1970), пожилых людей («Грядущие дни», 1971), женщин в военное время («Что я думаю о войне», 1971) и межэтнических отношений внутри еврейского большинства в Израиле («Нервы», 1976). В рамках концепции документального театра она развивала идеи американского Живого театра и режиссёров Ричарда Шехнера и Джозефа Чайкина, используя выразительные средства театра (жест, движение, грим, костюмы, декорации, музыку) для усиления социальных заявлений. Хотя это направление называлось документальным театром, режиссёр прибегала к приёмам «разрушения реализма»: развитие сюжета «Нервов», построенный по канонам телевизионного репортажа, перемежали танцы и хореографические номера на традиционную восточную и современную музыку, а на сцене отсутствовали декорации.
В 1978 году перенесла свою режиссёрскую деятельность с группой актёров в Кирьят-Шмону, где при участии местной молодёжи поставила спектакль «Велосипед на год»; в дальнейшем эта постановка легла в основу экранизации режиссёра Рама Леви. В Кирьят-Шмоне были поставлены также спектакли «Наим» (по роману А. Б. Иехошуа «Любовник») и «Эндшпиль в Кирьят-Гате» (по одноимённому рассказу Джона Ауэрбаха, мужа Чилтон). После расставания с театром Хайфы Чилтон также создала труппу в Эйн-Ходе, а в 1980-е годы в новом театре Котлера в Неве-Цедеке ставила спектакли «Пуримская вечеринка Адама» (по роману Йорама Канюка), «Избитые женщины» и «Пять» (о женщинах — заключённых концлагеря). Экспериментальные постановки и сценические обработки творчества современных израильских писателей чередовались с успешными спектаклями в репертуарных театрах по классическим произведениям — «Дачники», «Наш городок», «О мышах и людях», «Конец игры».
Скончалась в октябре 2021 года у себя дома в кибуце Сдот-Ям, оставив после себя дочь и внучек.

## Признание
Творчество Нолы Чилтон и её заслуги в сфере преподавания отмечены рядом израильских премий, среди которых:
- Премия в области сценического искусства министерства образования Израиля (1972)
- Премия «Скрипка Давида» (1974, за спектакль «Что я думаю о войне»)
- Театральная премия имени Мескина (1979)
- Театральная премия Израиля (2000)
- Премия Израиля (2013)

В 2013 году ученики Нолы Чилтон сняли о ней документальный фильм «Молитва человека: история Нолы Чилтон» (режиссёр Ури Барбаш).